# Juan Carballido
Juan Ramón Carballido (Buenos Aires, 28 de noviembre de 1852 - 11 de septiembre de 1939) fue un abogado, periodista y político argentino, que ejerció como Ministro de Justicia e Instrucción Pública de su país a fines del siglo XIX, durante la presidencia de Carlos Pellegrini.

## Biografía
Se recibió de abogado en 1876 y adhirió tempranamente al Partido Nacionalista, dirigido por Bartolomé Mitre. Polemizó en favor del porteñismo a ultranza en la prensa y apoyó la Revolución de 1880, en la que tuvo una actuación destacada en la organización de las fuerzas rebeldes y las proclamas políticas. Tras el fracaso de la revolución y la Federalización de Buenos Aires pasó varios años alejado de la acción política, ejerciendo su profesión.
En 1886 fue elegido diputado nacional, ejerciendo hasta 1990, año en que tomó parte de la Revolución del Parque, que costó su cargo al presidente Miguel Juárez Celman. En agosto de ese año, el presidente Carlos Pellegrini lo nombró Ministro de Justicia e Instrucción Pública. Su actuación no fue particularmente destacada, ya que la gestión del nuevo presidente estaba centrada casi exclusivamente en la gestión económica.
Dejó su cargo en octubre del año siguiente, pasando a enseñar Economía Política en la Universidad de Buenos Aires, cergo docente que absorobió sus esfuerzos durante varios años y le ganó mucho prestigio; en virtud de este prestigio fue nombrado Director del Banco de la Nación Argentina. Fue nuevamente diputado nacional en dos oportunidades, entre 1896 y 1900, y entre 1912 y 1916.
Falleció en Buenos Aires en 1939.